# Xã Bedford, Quận Meigs, Ohio
Xã Bedford (tiếng Anh: Bedford Township) là một xã thuộc quận Meigs, tiểu bang Ohio, Hoa Kỳ. Năm 2010, dân số của xã này là 1.355 người.